# Briestenné
Briestenné je malá osada obce Pružina (přičleněna v roce 1971), ležící 2 km východně od ní.
Osada leží v Žilinské kotlině, v podcelku Domanižská kotlina, na horním toku Pružinky. Nachází se vlevo od silnice z Pružiny do Domaniže. V její blízkosti se nacházejí dva pomníky a západně od osady se rozkládá stejnojmenná přírodní památka.

## Historické názvy
- 1493 Bresten, 1496 Bresthyen, 1541 Briest, 1598 Breztewne, 1920 Briestené

## Dějiny
Nejstarší dosud známé údaje o osídlení Briestenného klademe do mladší hradištní doby. Archeologická lokalita se nachází na kopci Mukovec, kde se našly části nádob, datované do 10.–13. století. Pravděpodobně zde bylo sídliště v mladší době hradištní, nevylučuje se ani možnost existence menšího středověkého hrádku. V lokalitě Budziná se předpokládají mohyly z období Velké Moravy, dosud však archeologicky neprozkoumané  .
V postavení rychtářů obce se střídaly pouze zemané Briestenskovci. Např. v letech 1866–1873 byl rychtářem Ján Briestenský. Právě v roce 1873 bylo v Briestenném 14 domů, 81 obyvatel, katastrální území obce mělo rozlohu 326 katastrálních jiter. Sedria (soudní dvůr) pro Briestenné byl v Trenčíně, okresní soud měl sídlo v Ilavě. Nejbližší pošta byla v Považské Bystrici. Stejný stav je i v roce 1877, navíc máme pouze informaci, že Briestenné podléhá při výběru daní Bernímu úřadu v Púchově .
Podstatnější údaje o Briestennom nacházíme v portálních soupisech z let 1596 a 1598. V těchto soupisech se obec uvádí jako majetek šlechty ve středním okrese Trenčínské stolice. V roce 1598 bylo v obci 14 domů a kromě šlechty (zemanů) zde žili 4 želiarské rodiny. Roku 1596 se Briestenskovci uvádějí i v soupisu šlechty Trenčínské stolice .
V soupise z roku 1601 se uvádějí v Briestenném 3 zemanské rodiny, každá s jednou usedlostí. Roku 1748 dne 5. srpna a v následující dny se konala kongregace šlechty Trenčínské stolice v Trenčíně. Jak bylo zvykem, při této příležitosti byl učiněn hodnověrný soupis šlechtických rodin, v té době usazených na území stolice. V Briestenném jsou uvedeni Briestenský a Briestenský jinak Nemesi jako kurialisti. Briestenský jako kurialisti se uvádí ještě v Pružině. V roce 1784 bylo v Briestenném 10 domů, 10 rodin, 62 obyvatel – všichni zemané.